# Ульрих III (граф Вюртемберга)
Ульрих III (нем. Ulrich III. von Württemberg; 1286/1296 — 11 июля 1344) — граф Вюртемберга и Ураха с 1325 года, сын Эберхарда I и Ирмгарды Баденской.

## Биография
Ещё при жизни отца Ульрих активно участвовал в политике. В 1319 году он заключил договор о союзе с германским королём Фридрихом ІІІ Красивым.
После смерти отца в 1325 году Ульрих унаследовал его владения, включая графства Вюртемберг и Урах. Тогда же он возобновил союз с Фридрихом IIІ, а последующее примирение короля с его противником, Людовиком IV Баварским, позволило Ульриху сохранить своё положение и после смерти Фридриха в 1330 году.
За время своего правления Ульрих смог значительно расширить свои владения: он унаследовал земли в Эльзасе, купил Тюбинген (1342), получил Маркгренинген от императора Людовика IV Баварского (1336).
Ульрих погиб в 1344 году в Эльзасе. Его владения унаследовали двое сыновей.

## Брак и дети
Жена: после 2 января 1312 София де Ферретт (ум. 1344), дочь графа Тибо (Теобальда) I де Ферретт и Катарины фон Клинген. Дети:
- Эберхард II Сварливый (ок. 1315 — 15 марта 1392) — граф Вюртемберга с 1344
- Ульрих IV (ок. 1320 — 24/26 июля 1366) — граф Вюртемберга в 1344—1362 (совместно с братом).

Также у Ульриха известен один незаконнорожденный сын:
- Ульрих (ум. после 1371), пробст собора святого Иоанна в Констанце в 1354—1371, пробст в Болле в 1371